# Les caprices d'un fleuve
Les caprices d'un fleuve é um filme francês, de 1996, dos gêneros drama e aventura com fundo histórico, dirigido e  roteirizado por Bernard Giraudeau, música de René-Marc Bini.

## Sinopse
Nobre francês, após um duelo é exilado e nomeado governador de uma colônia africana, onde aprende a admirar os costumes desse povo.

## Elenco
- Bernard Giraudeau ....... Jean-François de La Plaine
- Richard Bohringer ....... o comandante de Blanet
- Thierry Frémont ....... Pierre Combaud
- Roland Blanche ....... Senhor Denis
- Raoul Billerey ....... L'abbé Fleuriau
- Aissatou Sow ....... Amélie
- France Zobda ....... Anne Brisseau
- Olivier Achard ....... Senhor de Kermadec
- Vincent de Bouard ....... o cavaleiro de Marcera (como Vincent Debouard)
- Frédéric Lorber ....... o cirurgião
- Christian Rauth ....... o capitão francês
- Smaïl Mekki ....... o mestre de línguas
- Moussa Touré ....... Hannibal
- Denis Laustriat  (voz)
- Anna Galiena ....... Louise de Saint-Agnan